# Andrea Palini
Andrea Palini (Gardone Val Trompia, Italia, 16 de junio de 1989) es un ciclista italiano.

## Biografía
Después de haber ganado el campeonato de Italia en ruta en categoría junior en 2007, Andrea Palini fichó en 2012 por el equipo continental Team Idea. Palini ganó su primera victoria como profesional en marzo, al ganar la primera etapa de la Settimana Coppi e Bartali. En agosto, Palini ganó a Danilo Di Luca en el sprint por la segunda plaza de los Tres Valles Varesinos llegando a un minuto del canadiense David Veilleux que fue el vencedor final. Algunos días más tarde también acaba segundo en el Gran Premio Industria y Commercio Artigianato Carnaghese a un segundo del ganador Diego Ulissi.

## Palmarés
2009 (como amateur)
- Trofeo Ciudad de Brescia

2012
- 1 etapa de la Settimana Coppi e Bartali

2013
- 1 etapa de la Tropicale Amissa Bongo

2014
- 1 etapa del Tour de Hainan

2015
- 2 etapas del Tour de Egipto
- 1 etapa de la Tropicale Amissa Bongo
- 2 etapas del Tour de Hainan
- 1 etapa del Sharjah Tour
- 1 etapa de la Jelajah Malaysia

2016
- 2 etapas de la Tropicale Amissa Bongo
- 1 etapa del Tour de Langkawi

2017
- 1 etapa del Tour de Sibiu[2]